# Коло Муани, Рандаль
Рандаль Коло Муани (фр. Randal Kolo Muani; род. 5 декабря 1998, Бонди) — французский футболист, нападающий клуба «Пари Сен-Жермен». Игрок сборной Франции. Серебряный призёр чемпионата мира 2022. Бронзовый призёр чемпионата Европы 2024. Участник летних Олимпийских игр 2020 в Токио.

## Клубная карьера
Коло — воспитанник клубов «Вильпент», «Трамбле», «Торси» и «Нант». 30 ноября 2018 года в матче против «Сент-Этьена» он дебютировал в Лиге 1. Летом 2019 года для получения игровой практики Коло был арендован клубом «Булонь». 30 августа в матче против «Авранша» он дебютировал в Лиге 3. 21 февраля 2020 года в поединке против «Ле-Пюи» Рандаль забил свой первый гол за «Булонь». По окончании аренды он вернулся в «Нант». 18 октября в поединке против «Бреста» Рандаль забив свой первый гол за клуб.
Летом 2022 года Коло Муани перешёл в франкфуртский «Айнтрахт» на правах свободного агента, подписав контракт на 5 лет. 5 августа в матче против «Баварии» он дебютировал в Бундеслиге. В этом же поединке Рандаль забил свой первый гол за «Айнтрахт». В поединках группового этапа Лиги чемпионов против марсельского «Олимпика» и лиссабонского «Спортинга» он забил по голу.
1 сентября 2023 года Коло Муани присоединился к «Пари Сен-Жермен», подписав контракт на 5 лет. Сумма трансфера составила 95 млн. евро включая 15-20 млн. евро в качестве бонусов. Этот трансфера стал самой большой продажей «Айнтрахта» за всю историю.
23 января 2025 года Коло Муани на правах аренды перешёл в итальянский «Ювентус» до конца сезона 2024/25. Первый гол за новый клуб забил 25 января 2025 года в гостевом матче против «Наполи».

## Международная карьера
В 2021 году Коло в составе молодёжной сборной Франции принял участие в молодёжном чемпионате Европы в Венгрии и Словении. На турнире он сыграл в матчах против Дании, Исландии и России.
В том же году Коло принял участие в Олимпийских играх в Токио. На турнире он сыграл в матчах против команд Мексики и Японии и ЮАР.
15 сентября 2022 года главный тренер сборной Франции Дидье Дешам впервые вызвал Коло Муани для участия в матчах Лиги наций УЕФА 2022/23 против сборных Австрии и Дании. 22 сентября дебютировал в матче против Австрии, выйдя на замену Килиану Мбаппе.
16 ноября был включён в официальную заявку сборной Франции для участия в матчах чемпионата мира 2022 года в Катаре вместо травмированного Кристофера Нкунку. На турнире он сыграл в матчах против команд Марокко, Аргентины и Туниса. В полуфинале забил мяч в ворота Марокко через 44 секунды после выхода на замену. В финале против Аргентины Коло Муани мог принести Франции победу на последней минуте дополнительного времени при счёте 3:3, но не реализовал выход один на один с вратарём Эмилиано Мартинесом.

## Статистика

### Клубная
| Выступление          | Выступление      | Выступление      | Чемпионат | Чемпионат | Кубки | Кубки | Международные | Международные | Прочие | Прочие | Итого | Итого |
| Клуб                 | Лига             | Сезон            | Игры      | Голы      | Игры  | Голы  | Игры          | Голы          | Игры   | Голы   | Игры  | Голы  |
| -------------------- | ---------------- | ---------------- | --------- | --------- | ----- | ----- | ------------- | ------------- | ------ | ------ | ----- | ----- |
| Нант                 | Лига 1           | 2018/19          | 6         | 0         | 0     | 0     | 0             | 0             | 0      | 0      | 6     | 0     |
| Нант                 | Лига 1           | 2020/21          | 37        | 9         | 1     | 0     | 0             | 0             | 2      | 1      | 40    | 10    |
| Нант                 | Лига 1           | 2021/22          | 36        | 12        | 5     | 1     | 0             | 0             | 0      | 0      | 41    | 13    |
| Нант                 | Итого            | Итого            | 79        | 21        | 6     | 1     | 0             | 0             | 2      | 1      | 87    | 23    |
| Булонь               | Насьональ        | → 2019/20        | 14        | 3         | 1     | 0     | 0             | 0             | 0      | 0      | 15    | 3     |
| Булонь               | Итого            | Итого            | 14        | 3         | 1     | 0     | 0             | 0             | 0      | 0      | 15    | 3     |
| Айнтрахт (Франкфурт) | Бундеслига       | 2022/23          | 32        | 15        | 6     | 6     | 8             | 2             | 0      | 0      | 46    | 23    |
| Айнтрахт (Франкфурт) | Бундеслига       | 2023/24          | 2         | 1         | 1     | 1     | 1             | 1             | 0      | 0      | 4     | 3     |
| Айнтрахт (Франкфурт) | Итого            | Итого            | 34        | 16        | 7     | 7     | 9             | 3             | 0      | 0      | 50    | 26    |
| Пари Сен-Жермен      | Лига 1           | 2023/24          | 26        | 6         | 4     | 2     | 10            | 1             | 0      | 0      | 40    | 9     |
| Пари Сен-Жермен      | Лига 1           | 2024/25          | 10        | 2         | 0     | 0     | 4             | 0             | 0      | 0      | 14    | 2     |
| Пари Сен-Жермен      | Итого            | Итого            | 36        | 8         | 4     | 2     | 14            | 1             | 0      | 0      | 54    | 11    |
| Ювентус              | Серия А          | → 2024/25        | 3         | 5         | 0     | 0     | 0             | 0             | 0      | 0      | 3     | 5     |
| Ювентус              | Итого            | Итого            | 3         | 5         | 0     | 0     | 0             | 0             | 0      | 0      | 3     | 5     |
| Всего за карьеру     | Всего за карьеру | Всего за карьеру | 166       | 53        | 18    | 10    | 23            | 4             | 2      | 1      | 209   | 68    |

### Международная
| Сборная          | Сезон            | Товарищеские | Товарищеские | Официальные | Официальные | Итого | Итого |
| Сборная          | Сезон            | Игры         | Голы         | Игры        | Голы        | Игры  | Голы  |
| ---------------- | ---------------- | ------------ | ------------ | ----------- | ----------- | ----- | ----- |
| Франция          |                  |              |              |             |             |       |       |
| 2022             | 0                | 0            | 5            | 1           | 5           | 1     |       |
| 2023             | 2                | 0            | 6            | 1           | 8           | 1     |       |
| 2024             | 4                | 2            | 10           | 4           | 14          | 6     |       |
| Всего за карьеру | Всего за карьеру | 6            | 2            | 21          | 6           | 27    | 8     |

### Матчи за сборную
| № | Дата             | Оппонент | Счёт | Голы | Карточки | Минуты | Соревнование            |
| - | ---------------- | -------- | ---- | ---- | -------- | ------ | ----------------------- |
| 1 | 22 сентября 2022 | Австрия  | 2:0  | —    | —        | 1'     | Лига наций УЕФА 2022/23 |
| 2 | 25 сентября 2022 | Дания    | 0:2  | —    | —        | 9'     | Лига наций УЕФА 2022/23 |

Итого: 2 матча / 0 голов; 1 победа, 0 ничьих, 1 поражение.

## Достижения

### Командные
«Нант»
- Обладатель Кубка Франции: 2021/22

«Пари Сен-Жермен»
- Чемпион Франции: 2023/24
- Обладатель Кубка Франции: 2023/24
- Обладатель Суперкубка Франции: 2023

Сборная Франции
- Серебряный призёр чемпионата мира: 2022
- Бронзовый призёр Лиги наций УЕФА: 2024/25

### Личные
- Входит в состав символической команды сезона в Бундеслиге: 2022/23[29]
- Входит в состав символической команды сезона в Бундеслиге по мнению VDV: 2022/23[30]
- Лучший бомбардир Кубка Германии: 2022/23 (6 голов)[31]